# Treóznukleinsav
A treóznukleinsav (más néven l-treofuranozil-nukleinsav (TNS) xenonukleinsav, ahol az RNS-ben található természetes ribóz helyén nem természetes treóz található. Albert Eschenmoser fedezte fel az RNS kémiai etiológiájának vizsgálatakor, Fontos szintetikus genetikai polimer (XNS) lett, mivel a komplementer DNS- és RNS-szekvenciákkal könnyen alkot bázispárt. A fő különbség a cukor: a DNS és az RNS foszfátjai a dezoxiribóz vagy ribóz 5’-szénatomján van, a TNS esetén azonban a 3’-szénatomon, mivel nincs 5’-szén. E módosult váz révén a nukleázok nem bontják le, így terápiás és diagnosztikai használatra megfelelő lehet.
A TNS-oligonukleotidokat először automatikus szilárd fázisú szintézissel állították elő foszforamiditekkel. A kémiailag szintetizált TNS-monomereket (foszforamiditek és nukleozid-trifoszfátok) erősen optimalizálták a TNS-kutatást előrevivő szintetikus biológiai projektekre. 2019-ben előállítottak  DNS és TNS közt genetikai információt másolóTNS-polimerázokat. A TNS-replikáció az RNS-replikációhoz hasonlóan történik. Itt a TNS visszaíródik DNS-re, annak mennyisége polimeráz-láncreakcióval nő, majd átíródik TNS-re.
A TNS-polimerázok elérhetősége lehetővé tette a biológiailag stabil TNS-aptamerek in vitro kiválasztását kismolekulás és fehérjecélpontokhoz is. Az ilyen kísérletek bizonyítják, hogy az öröklődés és evolúció nem korlátozódik a természetes DNS- és RNS-polimerekre. A TNS nagy biológiai stabilitása alapján a többi darwini evolúció által érintett nukleinsavrendszerhez képest a TNS az új generációs terápiás aptamerek fejlesztésében fontos lehet.
A laboratóriumban fejlesztett TNS-polimeráz általi TNS-szintézis mechanizmusát röntgenkrisztallográfiával tanulmányozták az 5 fő nukleotid-hozzáadási lépés felvételéhez. E szerkezetek nem tökéletes bejövő TNS-nukleozid-trifoszfát-felismerést mutatnak, így a jobban működő TNS-polimerázok létrehozásáért további irányított evolúciós kísérletek folynak. A TNS-reverztranszkriptáz biner szerkezete is ismert röntgenkrisztallográfiával, ez a szerkezeti plaszticitás fontosságát mutatja meg a templátfelismerésben.

## Előállítás
Funkcionálisan erősített TNS-aptamerek (treomerek) állíthatók elő a C-5 szénatomon aminosavszerű oldallánccal rendelkező uracilalapú nukleotidokkal.
A TNS-polimerázok tNMP-k (treonukleotidok) segítségével is képesek TNS-t előállítani.

### A kémiai diverzitás és a funkció kapcsolata
Majumdar et al. 2023-as tanulmányukban a C-5 szénatomon aminosavszerű oldallánccal módosított citozin- és uracilalapú nukleotidokat használtak. Eredményeik alapján a kétszer módosult treomerek jobban kötöttek, mint az egyszer módosultak, ez alapján feltételezték, hogy a kétszer módosult treomerek a pirimidincsoportoknál számos funkciós csoporttal rendelkezhetnek.

## További XNS-ek előállítása
Biológiailag stabil TNS-kereten alapulva funkcionálisan erősített XNS-aptamerek állíthatók elő.

## DNS előtti világ
John Chaput, az irvine-i Kaliforniai Egyetem gyógyszerészeti professzora feltételezte, hogy a prebiotikus ribózszintézissel és a nem enzimatikus RNS-replikációval kapcsolatos problémák alapján korábbi genetikai rendszer lehetett az ősi földi körülmények között. A TNS korai genetikai rendszer és az RNS prekurzora lehetett. A TNS az RNS-nél egyszerűbb és 1 kezdőanyagból előállítható, az RNS-sel és az azzal komplementer szálaival oda-vissza adhat át információt. A TNS eltérő ligandumkötő tulajdonságokkal rendelkező harmadlagos szerkezetekbe állhat össze.

## Gyakorlati alkalmazás
Bár a TNS-kutatás még új, gyakorlati alkalmazása már megjelent. Darwini evolúcióra való képessége nukleázoknak való ellenállásával együtt a TNS-t fontos jelöltté teheti a nagy biológiai stabilitást igénylő diagnosztikai és terápiás alkalmazásokban. Ilyen például a bizonyos kismolekulás és fehérjecélpontokhoz kötő TNS-aptamerek evolúciója és az adott reakciót katalizáló TNSzimek (treozimek) fejlesztése. Ezenkívül a TNS fontos jelölt lehet a géncsendesítést igénylő RNS-terápiás alkalmazásokban. Például a TNS-t antiszenz-technológiai modellrendszerben is vizsgálták.

### Immunmoduláció
Egyes TNS-aptamerek bejuthatnak a citoplazmába, a PD-1/PD-L1-blokádon keresztül stimulálhatják az immunaktivitást.

## Fordítás
Ez a szócikk részben vagy egészben  a   Threose nucleic acid című angol Wikipédia-szócikk ezen változatának fordításán alapul.  Az eredeti cikk szerkesztőit annak laptörténete sorolja fel. Ez a jelzés csupán a megfogalmazás eredetét és a szerzői jogokat jelzi, nem szolgál a cikkben szereplő információk forrásmegjelöléseként.